# 롯데미쓰이화학
롯데미쓰이화학(영어: Lotte Mistui Chemical)은 2010년에 일본 미쓰이화학과 50대 50으로 합작 투자를 해 설립하였다.